# Megabulbus sansan
Genre
Espèce
Megabulbus sansan, unique représentant du genre Megabulbus, est une espèce d'araignées aranéomorphes de la famille des Oonopidae.

## Distribution
Cette espèce est endémique d'Israël. Elle se rencontre à Har Sansan, une montagne en Israël.

## Description
Le mâle holotype mesure 1,27 mm et la femelle 1,11 mm.

## Étymologie
Son nom d'espèce lui a été donné en référence au lieu de sa découverte, Har Sansan, une montagne en Israël.

## Publication originale
- Saaristo, 2007 : The oonopid spiders (Aranei: Oonopidae) of Israel. Arthropoda Selecta, vol. 15, p. 119-140 (texte intégral).